# Osyp Bodnarowycz
Osyp Bodnarowycz (ur. 1895, zm. 1944) – ukraiński działacz nacjonalistyczny i studencki, dziennikarz, przewodniczący Związku Ukraińskiej Młodzieży Nacjonalistycznej (SUMN).
Był założycielem i redaktorem pisma „Smołoskyp” (1927–1928), jak również redaktorem pisma „Nowyj Czas”, dwutygodnika literackiego „Nazustricz” (1934–1939) i czasopisma „Jak na dołoni”. Współpracował również z „Diłem”.
W czasie okupacji był redaktorem ukraińskiej gazety „Ukrajinśki Szczodenni Wisti”, a później niemieckich pism w języku ukraińskim „Lwiwski Wisti” i „Ridna Zemla”.

## Literatura
- Ryszard Torzecki: „Kwestia ukraińska w Polsce w latach 1923–1929”, Kraków 1989, Wyd.Wydawnictwo Literackie, ISBN 83-08-01977-3.